# Banisia zamia
Banisia zamia är en fjärilsart som beskrevs av Paul E. Whalley 1971. Banisia zamia ingår i släktet Banisia och familjen Thyrididae. Inga underarter finns listade i Catalogue of Life.